# 오라니
오라니(Orani, 사르데냐어: Orane)는 사르데냐 이탈리아 지방 누오로도에 있는 코무네이다. 칼리아리에서 북쪽으로 약 110 킬로미터 (68 mi) 떨어져 있고, 누오로에서 남서쪽으로 약 15 킬로미터 (9 mi) 떨어져 있다. 2004년 12월 31일 기준으로 오라니의 인구는 3,113명이었고, 면적은 130.8 제곱킬로미터 (50.5 mi2)였다.

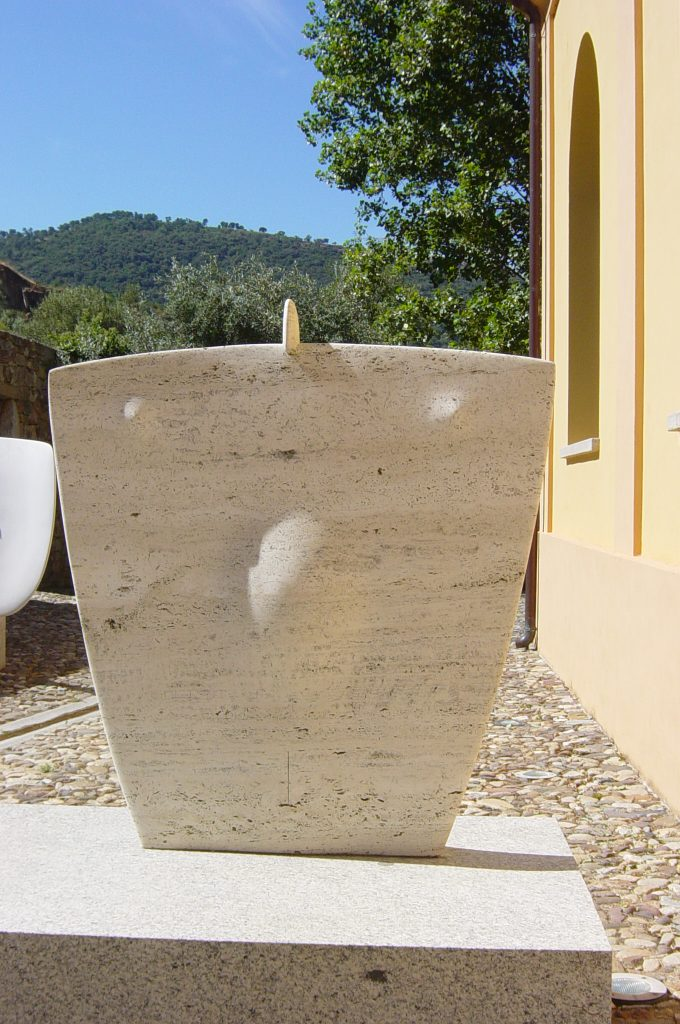
니볼라 박물관

오라니는 바르바지아 지역 중심부의 고나레 산 기슭에 위치하며, 해발 526m에 자리 잡고 있다. 이 지역의 주목할 만한 고고학 유적지로는 약 30개의 누라게와 여러 거인의 무덤이 있다. 산봉우리에 있는 고나레 성모 성지는 특히 흥미로우며, 그곳으로 이어지는 길의 자연 경관도 그렇다. 오라니는 수공예품으로 유명하다. 석공예, 목공예, 금속공예, 그리고 전통적인 사르데냐 벨벳 사용을 전문으로 하는 재봉사들로 유명하다. 이 도시는 또한 니볼라 박물관의 본고장이기도 하다.
오라니는 다음 코무네와 접해 있다: 베네투티, 볼로타나, 일로라이, 마모이아다, 누오로, 오니페리, 오로텔리, 오타나, 사룰레.

## 오라니 관련 인물
- 마리오 델리탈라 (오라니 1887년 - 사사리 1990년), 화가.
- 코스탄티노 니볼라 (오라니 1911년 - 롱아일랜드 1988년), 예술가.
- 피에로 보로추 (오라니 1921년 - 세스타 고다노 1944년), 전쟁 영웅.
- 다니엘라 무루 (오라니 1922년), 작가.
- 살바토레 니포이 (오라니 1950년), 작가.